# Hard Rock Hotel & Casino (Las Vegas)
El Hard Rock Hotel and Casino Las Vegas, fue un resort de entretenimiento propiedad y operado por Morgans Hotel Group y con equidad de socio con DLJ Merchant Banking Partners, que ahora opera como Virgin Hotels Las Vegas. La propiedad está localizada en un terreno de 16.7 acres en la esquina de las calles Harmon y Paradise, dentro del corredor de Paradise. 
Esta propiedad, icono de la ciudad ofrece una experiencia única y juegos, con servicios y amenidades asociados con un lujoso hotel-resort boutique. El hotel es conocido por ser un destino popular de la música, numerosos espectáculos musicales se han presentado en vivo en el Hard Rock Hotel & Casino, conciertos en vivo de los Rolling Stones, Coldplay, Guns N' Roses, Alicia Keys, David Bowie, Snoop Dogg, Nine Inch Nails y The Killers.
El hotel Hard Rock está conformada de una torre de 11 pisos, 647 habitaciones y un casino de más de 30 000 pie cuadrado (2787,1 m²). Actualmente el casino está en fase de remodelaciones que tendrán un costo de 750 millones de dólares y serán usados para las renovaciones y doblar la capacidad hotelera de la propiedad. La propiedad con estilo Tahitiano cuenta con una torre con una playa artificial de 11 pisos que fue selecta según Tarvel Channel como una de las "10 Mejores Piscinas" en el mundo. El hotel también cuenta con una de las discotecas más famosas del mundo, "Body English". "The Joint" es el primer arena para conciertos exclusivamente de rock en Las Vegas. El hotel también cuenta con cinco restaurantes, incluyendo el mundialmente famoso Nobu, AGO, Pink Taco, AJ's Steakhouse; tres salones para coctel; tiendas, y un Spa de Rock; un spa de 8000 pie cuadrado (743,2 m²), un salón de bellezas y un gimnasio.

## Historia
El Hard Rock Hotel & Casino fue construido en 1995 por Hard Rock Nick, un cofundador de la franquicia Hard Rock Cafe, que se expandió en 1999, y empezó otra expansión en el 2007. El hotel siempre ha sido considerado como una propiedad “boutique” con los otros gigantes resorts del Strip. 
El 11 de mayo de 2006, el Grupo Morgans Hotel firmó un contrato decisivo para comprar el Hard Rock Hotel & Casino en Las Vegas junto con los derechos de usar el nombre de Hard Rock para otros hoteles y casinos en el occidente de Estados Unidos y otros territorios y 23 acres de terrenos para una expansión y el Hard Rock Cafe en la esquina de Harmon y Paradise por $770 millones. 

### Historia cinematográfica
El hotel fue mostrado en la película de Con Air con Nicholas Cage — el avión "fugitivo" chocó con la famosa guitarra Fender Stratocaster. También salió en la reciente película de 21 con Jim Sturgess, Kevin Spacey, y Kate Bosworth.
El hotel también apareció en la tercera temporada del episodio "Vegas Baby, Vegas!" en la serie Entourage de HBO. También apareció en la primera temporada en el episodio "The Strip" de la serie The O.C. por la cadena FOX y en el programa de MTV' Bam's Unholy Union.

## Vida nocturna

### The Joint
The Joint es el club de rock más auténtico en Las Vegas y es considerado el lugar favorito de los roqueros de la elite. Las instalaciones de "The state-of-the-art" ofrecen a tanto como intérpretes y huéspedes el acceso a la última tecnología. Un linaje de las realezas del rock han engalezido sus escenarios, desde los Rolling Stones y Bob Dylan a Coldplay, Guns N' Roses, Mötley Crüe y Red Hot Chili Peppers, entre otros. Al igual que cientos de conciertos, The Joint es la casa de Beacher's Madhouse, una salvaje variedad de shows con celebridades famosas.

### Body English
Body English es el club principal de Hard Rock Hotel & Casino. En el club se encuentra el salón “Indulge”, una versión de una lujosa suite de regalos de Las Vega donde cientos de bellas mujeres son premiadas con regalos de las marcas más famosas del mundo. El club fue diseñado por Kelly Wearstler, Body English ofrece dos auto-bares en diferentes niveles, una pista de baile y 41 salones VIP repartidos en 7500 ft² (696,8 m²). 

### Rehab
Rehab es una de las piscinas más famosas del mundo y Las Vegas, con fiestas los domingo en la playa del Hotel Hard Rock. La fiesta de los domingos en Rehab Sunday es donde miles de personas de alrededor del mundo llegan para asistir a una fiesta de rockeros, tantos como tatuados, bellos, los ricos, los famosos vienen a deleitarse de la música, el sol, la arena, el agua, juegos de natación, bebidas y bailes.

### Friday Night Live
Friday Night Live es una parte de la piscina del Hard Rock Hotel & Casino donde se celebran conciertos en la playa artificial del mundialmente famoso Club del Hard Rock Hotel & Casino. Para algunos, es el único lugar en Las Vegas donde uno puede ver actuaciones de artistas como Snoop Dogg o Violent Femmes mientras las personas bailan dentro de la piscina.

### Wasted Space
Wasted Space será un club de alta categoría. El club será el único lugar en Las Vegas donde las personas podrán estar tan cerca de las "leyendas del rock" como Alecia Moore, o conocida simplemente como Pink, al igual que nuevos artistas que tienen el estatus de "superestrellas".

## Restaurantes
El hotel cuenta con numerosos restaurantes, como, Ago, Nobu, Beach Club, Pink taco y Mr. Lucky’s 24/7.

### AGO
AGO es uno de los restaurantes más nuevos del hotel Hard Rock Hotel & Casino, se especializa en la cocina italiana, su nombre viene del famoso chef, Agostino Sciandri. AGO es mejor conocido por su auténtico estilo toscano-italiano como el platillo Burrata con Fagiolini, Tagliatelle al Ragu Antico, y Branzino ai Ferri con Pane Profumato.  AGO ha sido reconocido por popularizar la cocina del estilo del norte de Italia en Los Ángeles  atrayendo a clientele famosa, debido a su fuerte influencia con compañías de Hollywood, incluyendo a Robert De Niro.

### Nobu
Creado por el mundialmente famoso y renombrado Chef, Nobuyuki  o "Nobu" Matsuhisa, Nobu fusiona la cocina japonesa tradicional al combinar el sushi más fino con sabores y especias latino americanas para una verdadera, única y excepcional cena.  El restaurante esta tiene un diseño de un oasis con plantas de bambú oasis y un moderno diseño, Nobu ofrece platos livianos, cócteles que atraen a los amantes de la buena comida y celebridades.

### Beach Club 1123
El 'Hard Rock Hotel & Casino Beach Club es un club del hotel, catalogada por el Travel Channel como la mejor piscina del mundo.  La piscina fue diseñada con estilo tropical, playas de arena real, exuberantes paisajes de rock y palmas, juegos de black jack en el agua y un resbaladero de agua.

### Pink Taco
Pink Taco' es un restaurante de cocina mexicana, el restaurante ofrece bebidas, tequila, el restaurante se destaca por ofrecer tacos de pescado al estilo de Baja California.

## Tiendas y boutiques

### Love Jones
Love Jones es conocida como rock n’ roll, es una de las más lujosa boutique de lencería en Las Vegas. Ofrece a sus clientes lencería traída directamente de diseñadores como Dolce & Gabbana, Cosabella, y Eberjey.  Love Jones también ofrece marcas que no se encuentran en Las Vegas, incluyendo a Cotton Club y Christina Stott.  Love Jones ofrece un servicio de 24 Horas, para aquellas personas que buscan alguna prenda fresca durante los extremos veranos de la capital del entretenimiento mundial. 

### Brannon Hair Salón
El famoso estilista de celebridades Brannon llegó al Hard Rock Hotel & Casino en Las Vegas desde Nueva York donde él trabajaba en la industria de estilismo con Frederic Fekkai y Mark Garrison. El salón de bellezas Brannon Hair Salón es donde comúnmente llegan las celebridades para embellecerse después de ahumarse en los casinos, sudar en las discotecas, o simplemente por hacerlo.

## Hotel
El Hotel y Casino Hard Rock de Las Vegas tiene una torre de 11 pisos con 648 habitaciones, 64 suites y un ático. El hotel incluye amenidades básicas como acceso a Internet de alta velocidad, televisores de 42' en cada habitaciones, minibares, puertas francesas, reproductores de discos y jacuzzis.  
El hotel y casino Hard Rock ha pasado por muchas renovaciones y expansiones desde su inauguración en 1995, pero durante el periodo 2008-2010, el hotel estará en renovaciones y expansiones a un costo de más de $750 millones, siendo así la más grande en la historia del hotel y casino. La expansión incluirá dos nuevas torres, una con 550 habitaciones, y otra con 400 nuevas suites.
Adicionalmente, se construirán 35 000 ft² (3251,6 m²) de espacio adicional de casino, incluyendo un salón de póquer, que doblará la capacidad del actual.

## Suites de celebridades
Las nuevas suites para celebridades están localizadas en el undécimo piso del hotel Hard Rock. Las suites fueron diseñadas por la firma arquitectónica con sede en Nueva York, Mark Zeff, las suites están diseñadas para exceder todas las expectativas de las celebridades. Las suites de celebridades son ultra modernas y con detalles extravagantes.

## Casino
El hotel Hard Rock Hotel & Casino tiene un casino de un área de 30 000 pie cuadrado (2787,1 m²) que incluye mesas de juego, como blackjack, ruletas, y póquer. El casino también tiene un salón de guardabarro, una máquina de juegos de alto rendimiento y el salón Peacock y el salón de juegos para grandes apostadores.

## Espacio para reuniones
El Hard Rock Hotel & Casino ofrece más de 60 000 pies cuadrados (5574,2 m²) de espacio para conferencias y reuniones y un espacio adicional de 136 000 pies cuadrados (12 634,8 m²) para eventos especiales. En el 2009, la expansión del hotel y el casino agregará 60 000 pies cuadrados (5574,2 m²) de espacio para convenciones.

## Expansión del 2009
La multi-face tendrá nuevos restaurantes y bares, una discoteca, un spa y un salón de salud, incluyendo una trattoria italiana. La expansión incrementará dramáticamente la capacidad en las dos atracciones del hotel en sus dos propiedades, la piscina y una Conyontura. La Conyuntura triplicará la capacidad de asientos e instalará nuevos equipos de audios, luces para dar los mejores espectáculos en Las Vegas. Adicionalmente, la piscina tendrá nuevos conceptos, como una sección para topples, salones de bailes, de bronceado y salones para espectáculos. 

## En la cultura popular
- En el Juego GTA San Andreas, Hay una posible Replica de este Hotel, Llamado V-Rock Hotel, Cambiando la Fender Stratocaster por una Gibson Flying V.
- En el Juego Need For Speed Carbono aparece el hotel como el "Gold Billion" Hotel & Casino.